# Berberis-familien
Berberis-familien (Berberidaceae) er urteagtige planter eller buske, som kan kendes på deres gulfarvede ved (gerne i rødderne). De har ofte håndnervede og sammensatte, stilkede blade med tandet eller tornet rand. Blomsterne er oftest gule, og frugterne er røde eller blå bær. Familien rummer 5 slægter og 575 arter, som findes overalt på kloden (undtagen i Antarktis). Her nævnes alle fem slægter og én slægsthybrid.
| Slægter |

- Amerikansk bispehue (Vancouveria)
- Berberis-slægten (Berberis)
- Bispehue (Epimedium)
- Fodblad (Podophyllum)
- Mahoberberis (x Mahoberberis)
- Mahonie (Mahonia)

## Galleri
- Jeffersonia diphylla
- Jeffersonia dubia
- Podophyllum hexandrum
- Podophyllum hexandrum
- Achlys triphylla
- Achlys triphylla
- Caulophyllum robustum
- Caulophyllum robustum
- Blå Cohosh
- Caulophyllum thalictroides
- Ranzania japonica
- Ranzania japonica
- Epimedium versicolor
- Epimedium pubigerum
- Epimedium leptorrhizum
- Epimedium pinnatum
- Epimedium cf alpinum
- Diphylleia cymosa
- Diphylleia grayi
- Diphylleia grayi
- Nandina domestica
- Nandia domestica
- Podophyllum peltatum
- Podophyllum peltatum
- Mahonia lomariifolia
- Mahonia lomariifolia
- Mahonia fremontii